# Flandern-Rundfahrt 2022

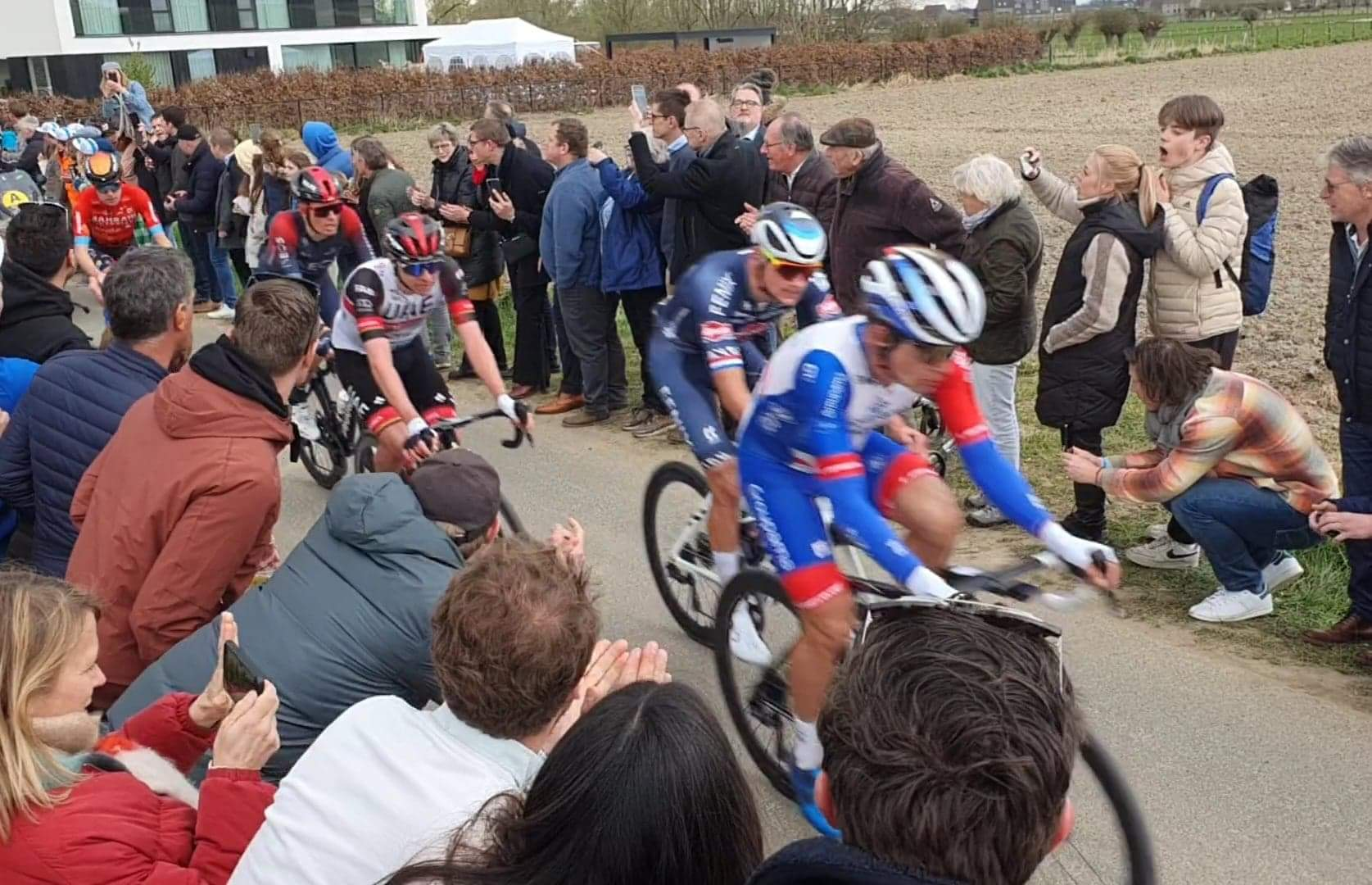
Mathieu van der Poel und Tadej Pogačar während der Flandern-Rundfahrten 2022

Die Flandern-Rundfahrt 2022 war die 106. Austragung des belgischen Eintagesrennens. Das Rennen fand am 3. April statt und war Teil der UCI WorldTour 2022. Die Flandern-Rundfahrt gehört wie Mailand–Sanremo, Paris–Roubaix, Lüttich–Bastogne–Lüttich und Il Lombardia zu den Monumenten des Radsports.

## Teilnehmende Mannschaften und Fahrer
Neben 17 UCI WorldTeams starteten auch 7 UCI ProTeams bei dem Rennen. Das Team Israel-Premier Tech musste aufgrund von mehreren COVID-19-Infektionen im Team seinen Start absagen. Mit Ausnahme des Team DSM nutzten alle Mannschaften die sieben verfügbaren Startplätze. Nicht an den Start gingen Søren Kragh Andersen (Team DSM) und Wesley Kreder (Cofidis). Von den 172 Fahrern erreichten 103 das Ziel.
Mit dem Titelverteidiger Kasper Asgreen (Quick-Step Alpha Vinyl), Mathieu van der Poel (Alpecin-Fenix), Alberto Bettiol (EF Education-EasyPost), Niki Terpstra (TotalEnergies) und Alexander Kristoff (Intermarché-Wanty-Gobert Matériaux) nahmen fünf ehemalige Sieger das Rennen in Angriff.
Im Vorfeld lag die Favoritenrolle in erster Linie bei dem Team Jumbo-Visma. Aufgrund einer COVID-19-Infektion musste der Teamkapitän Wout van Aert, der den Omloop Het Nieuwsblad und die E3 Saxo Bank Classic gewonnen hatte, seine Teilnahme jedoch absagen. Mit Christophe Laporte, Tiesj Benoot und Mike Teunissen konnte das Team aber auf weitere Klassiker-Spezialisten zurückgreifen.
Als weitere Favoriten galten mit Kasper Asgreen (Quick-Step Alpha Vinyl) und Mathieu van der Poel (Alpecin-Fenix) die Sieger der letzten beiden Austragungen.
Weitere starke Klassiker-Fahrer, die bei der Flandern-Rundfahrt starteten, waren: der Mailand-Sanremo Sieger Matej Mohorič (Bahrain Victorious), Jasper Stuyven, Mads Pedersen (Trek-Segafredo), Greg Van Avermaet, Oliver Naesen (AG2R Citroën Team), Anthony Turgis (TotalEnergies), Stefan Küng (Groupama-FDJ), Alberto Bettiol (EF Education-EasyPost), Yves Lampaert (Quick-Step Alpha Vinyl), Iván García Cortina (Movistar Team) und Victor Campenaerts (Lotto Soudal). Das Team Ineos Grenadiers ging mit Thomas Pidcock, Dylan van Baarle, Jhonatan Narváez und Ben Turner an den Start.
Mit Spannung erwartet wurde auch das erste Auftreten des zweifachen Tour-de-France-Siegers Tadej Pogačar. Neben dem Slowenen, der die Strade Bianche gewonnen hatte, ging auch Matteo Trentin für das UAE Team Emirates an den Start.
Prominente Fahrer, die die Flandern-Rundfahrt nicht in Angriff nahmen, waren der ehemalige Sieger Peter Sagan (TotalEnergies), der Weltmeister Julian Alaphilippe (Quick-Step Alpha Vinyl) und der Gent-Wevelgem-Sieger Biniam Girmay (Intermarché-Wanty-Gobert Matériaux).

## Streckenführung
Mit 272,5 km war die 106. Austragung die längste seit 1998, als sich das Ziel noch in Meerbeke befand. Gestartet wurde das Rennen wie im Vorjahr in Antwerpen und endete nach mehreren Anstiegen in den flämischen Ardennen in Oudenaarde. Insgesamt mussten die Fahrer 6 Kasseien (Kopfsteinpflaster-Straßen) und 18 Hellingen (kurze Anstiege in Flandern) absolvieren.
Von Antwerpen führte die Strecke entlang der Schelde in Richtung Südwesten und passierte dabei Sint-Niklaas, Dendermonde, Aalst und Zottegem. Nach rund 100 gefahrenen Kilometern standen die Kopfsteinpflaster-Passagen der Lippenhovestraat und Paddestraat auf dem Programm. Anschließend ging es nach Oudenaarde, ehe zur Hälfte des Rennens der Oude Kwaremont als erster Anstieg, 136,3 Kilometer vor dem Ziel, überquert wurde.
Der Oude Kwaremont wurde insgesamt dreimal passiert und war der Ausgangspunkt für drei Schleifen, die durch die flämischen Ardennen gezogen wurden. Nach der ersten Auffahrt führte die Strecke Richtung Westen nach Brakel. In diesem Abschnitt standen in erster Linie Kopfsteinpflaster-Straßen und asphaltierte Anstiege auf dem Programm. Nach der zweiten Auffahrt des Oude Kwaremont (54,6 Kilometer vor dem Ziel) ging es auf die zweite Schleife, auf der mit dem Paterberg, Koppenberg, Steenbeekdries, Taaienberg und dem Kruisberg fünf Kopfsteinpflaster-Anstiege absolviert wurden. Abschließend folgte die dritte Auffahrt auf den Oude Kwaremont und die zweite und letzte Auffahrt auf den Paterberg, der 13,3 Kilometer vor dem Ziel überquert wurde. Nach einer kurzen Abfahrt führte die Strecke in Kluisbergen über die Schelde und anschließend flach Richtung Westen nach Oudenaarde, wo sich das Ziel traditionell auf einer langen Geraden befand.
| #  |                   | Kilometer | Länge (m) | Ø Steigung | max. Steigung | Kopfsteinpflaster |
| -- | ----------------- | --------- | --------- | ---------- | ------------- | ----------------- |
|    | Lippenhovestraat  | 103,7     | 1300      |            |               | ●                 |
|    | Paddestraat       | 105,2     | 1500      |            |               | ●                 |
| 1  | Oude Kwaremont    | 136,3     | 2200      | 4 %        | 11,6 %        | ●                 |
| 2  | Kortekeer         | 146,8     | 1000      | 6,2 %      | 11 %          |                   |
| 3  | Achterberg        | 153,3     | 1500      | 4,4 %      | 14 %          |                   |
|    | Holleweg          | 155,6     | 650       |            |               | ●                 |
| 4  | Wolvenberg        | 158,2     | 645       | 7,9 %      | 17,3 %        |                   |
|    | Kerkgate          | 161,8     | 1400      |            |               | ●                 |
|    | Jagerij           | 164,6     | 800       |            |               | ●                 |
| 5  | Molenberg         | 170,7     | 463       | 7 %        | 14,2 %        | ●                 |
| 6  | Marlboroughstraat | 174,6     | 2040      | 3 %        | 7 %           |                   |
| 7  | Berendries        | 178,7     | 940       | 7 %        | 12,3 %        |                   |
| 8  | Valkenberg        | 184       | 540       | 8,1 %      | 12,8 %        |                   |
| 9  | Berg Ten Houte    | 196,5     | 1100      | 6 %        | 21 %          | ● (teilweise)     |
| 10 | Kanarieberg       | 201,4     | 1000      | 7,7 %      | 14 %          |                   |
| 11 | Oude Kwaremont    | 217,9     | 2200      | 4 %        | 11,6 %        | ●                 |
| 12 | Paterberg         | 221,4     | 360       | 12,9 %     | 20,3 %        | ●                 |
| 13 | Koppenberg        | 227,9     | 600       | 11,6 %     | 22 %          | ●                 |
|    | Mariaborrestraat  | 231,9     | 400       |            |               | ●                 |
| 14 | Steenbeekdries    | 233,3     | 1100      | 3,1 %      | 7,6 %         | ●                 |
|    | Stationsberg      | 233,8     | 700       |            |               | ●                 |
| 15 | Taaienberg        | 235,7     | 530       | 6,6 %      | 15,8 %        | ●                 |
| 16 | Kruisberg-Hotond  | 246       | 2500      | 5 %        | 9 %           | ●                 |
| 17 | Oude Kwaremont    | 255,8     | 2200      | 4 %        | 11,6 %        | ●                 |
| 18 | Paterberg         | 259,2     | 360       | 12,9 %     | 20,3 %        | ●                 |
|    | Ziel              | 272,5     |           |            |               |                   |

## Rennverlauf und Ergebnis
Rund 10 Kilometer nach dem Start setzten sich neun Fahrer vom Hauptfeld ab. Mit dabei waren Taco van der Hoorn (Intermarché-Wanty-Gobert Matériaux), Manuele Boaro (Astana Qazaqstan Team), Stan Dewulf (AG2R Citroën Team), Tom Bohli (Cofidis), Max Kanter (Movistar Team), Sébastien Grignard (Lotto Soudal), Luca Mozzato (B&B Hotels p/b KTM), Mathijs Paasschens (Bingoal Pauwels Sauces WB) und Lindsay De Vylder (Sport Vlaanderen-Baloise). Die Gruppe konnte jedoch keinen großen Vorsprung herausfahren und erreichte die erste Kopfsteinpflaster-Passage, die Lippenhovestraat mit einem Vorsprung von rund viereinhalb Minuten. In der frühen Rennphase kam Tadej Pogačar (UAE Team Emirates), rund 20 Kilometer nach dem Start im Hauptfeld zu Sturz, blieb jedoch unverletzt und konnte das Rennen fortsetzen. Zur Hälfte des Rennens passierte die Spitzengruppe den Oude Kwaremont mit einem Vorsprung von rund vier Minuten. Im Hauptfeld kam es durch die Nervosität und die Positionskämpfe vor den ersten Anstiegen immer wieder zu Stürzen.
Erste Attacken
Kurz vor dem Molenberg, rund 100 Kilometer vor dem Ziel, griff Jonas Koch (Bora-Hansgrohe) im Hauptfeld an und konnte sich absetzen. Wenig später stieß Nathan Van Hooydonck (Jumbo-Visma) zu ihm, der sich im Anstieg lösen hatte können. Die beiden konnten einen Vorsprung von rund 30 Sekunden auf das Hauptfeld herausfahren, während der Vorsprung der Spitzengruppe konstant blieb. 94 Kilometer vor dem Ziel forcierte Iván García Cortina (Movistar Team) das Tempo im Anstieg des Berendries und setzte sich mit 10 Fahrern vom Hauptfeld ab. In der Gruppe vertreten waren: der ehemalige Sieger des Rennens Alberto Bettiol (EF Education-EasyPost), Mads Pedersen, Alex Kirsch (beide Trek-Segafredo), Zdeněk Štybar, Jannik Steimle (beide Quick-Step Alpha Vinyl), Ben Turner (Ineos Grenadiers), Marco Haller (Bora-Hansgrohe), Mick van Dijke (Jumbo-Visma), Olivier Le Gac (Groupama-FDJ) und Gianni Vermeersch (Alpecin-Fenix). Die Gruppe schloss im Anstieg des Valkenberg zu den beiden Ausreißern auf und hielt konstant einen Vorsprung von rund 30 Sekunden auf das Hauptfeld, wo die Teams TotalEnergies und UAE Team Emirates die Nachführarbeit übernahmen. Der Vorsprung der Spitzengruppe war zwischenzeitlich auf unter drei Minuten gefallen.
Rund 83 Kilometer vor dem Ziel kam es im Peloton zu einem Sturz, in den unter anderen auch Christophe Laporte (Jumbo-Visma) verwickelt war. Der Franzose konnte das Rennen jedoch fortsetzen und schloss vor dem Berg Ten Houte wieder zum Hauptfeld auf. Im Anstieg fiel Tom Bohli aus der Spitzengruppe zurück, während im Hautfeld Matteo Trentin (UAE Team Emirates) und Victor Campenaerts (Lotto Soudal) das Tempo erhöhten, sich aber nicht absetzen konnten. Im Valkenberg lösten sich Connor Swift (Arkéa-Samsic), Tim Wellens (Lotto Soudal) und Kevin Geniets (Groupama-FDJ) und schlossen rund 63 Kilometer vor dem Ziel zu den Ausreißern auf. Vor dem zweiten Anstieg des Oude Kwaremonts betrug der Vorsprung der Spitzengruppe auf das Hauptfeld nur noch eine Minute. Dazwischen lagen die 16 Ausreißer mit rund einer halben Minute Rückstand auf die Spitze.
Im Anstieg des Oude Kwaremont, 56 Kilometer vor dem Ziel, griff Tadej Pogačar an und fuhr sowohl an den Ausreißern als auch an der Spitzengruppe vorbei. Anschließend formierte sich rund um den zweimaligen Tour-de-France-Sieger eine neue Spitzengruppe, in der sich in etwa 30 Fahrer befanden. Im Folgenden Paterberg, teilte sich die Gruppe erneut und der Titelverteidiger Kasper Asgreen (Quick-Step Alpha Vinyl) wurde kurzzeitig abgehängt, wurde jedoch von seinen Teamkollegen zurück in die Spitzengruppe gebracht.
Entscheidende Phase
Nach der Abfahrt des Paterberg lösten sich Dylan van Baarle (Ineos Grenadiers) und Fred Wright (Bahrain Victorious) von den anderen Favoriten und erreichten den Koppenberg mit einem Vorsprung von rund 20 Sekunden. Dahinter attackierte Tadej Pogačar im Anstieg erneut und setzte sich Mathieu van der Poel (Alpecin-Fenix) und Valentin Madouas (Groupama-FDJ) von den übrigen Fahrern ab. Nach dem Steenbeekdries schlossen die drei im Anstieg des Taaienberg, rund 37 Kilometer vor dem Ziel, zu den beiden Führenden auf. Die nun fünf Fahrer umfassende Gruppe hatte mittlerweile einen Vorsprung von über 30 Sekunden auf ihre Verfolger herausfahren können und vergrößerte diesen in den folgenden Kilometern auf über eine Minute. In der Verfolgergruppe kam es immer wieder zu Attacken, und so lösten sich Stefan Küng (Groupama-FDJ), Dylan Teuns (Bahrain-Victorious) und Tiesj Benoot (Jumbo-Visma) kurz vor der dritten und letzten Auffahrt auf den Oude Kwaremont und versuchten gemeinsam, die Lücke zur Spitze zu schließen.
Im Anstieg des Oude Kwaremont verschärfte Tadej Pogačar das Tempo und einzig Mathieu van der Poel konnte dem Slowenen folgen. Auch den letzten Anstieg, den Paterberg, überquerten die beiden, 13,3 Kilometer vor dem Ziel, gemeinsam. Dahinter folgten Valentin Madouas und Dylan van Baarle mit einem Rückstand von über 30 Sekunden, sowie eine Gruppe mit Fred Wright, Dylan Teuns und Stefan Küng. An der Spitze des Rennens wechselten sich Tadej Pogačar und Mathieu van der Poel in der Tempoarbeit ab und hielten den Vorsprung konstant zu ihren Verfolgern. Rund 800 Meter vor dem Ziel weigerte sich Tadej Pogačar jedoch, die Führung zu übernehmen, und so begann das Taktieren der beiden Fahrer. Da das Tempo dadurch abnahm, kamen Valentin Madouas und Dylan van Baarle auf den letzten 250 Metern noch einmal heran. Mathieu van der Poel eröffnete daraufhin den Sprint von der ersten Position aus und gewann nach 2020 seine zweite Flandern-Rundfahrt. Platz zwei ging an Dylan van Baarle vor Valentin Madouas. Tadej Pogačar belegte Rang vier, da er im Sprint schlecht positioniert war. Kurz darauf erreichten auch Stefan Küng und Dylan Teuns das Ziel, die beinahe auch noch zur Spitze aufschließen hatten können.
| Platz | Fahrer               | Nation | Team                               | Zeit                   |
| ----- | -------------------- | ------ | ---------------------------------- | ---------------------- |
| 01.   | Mathieu van der Poel | NED    | Alpecin-Fenix                      | 6:18:30 h (43,19 km/h) |
| 02.   | Dylan van Baarle     | NED    | Ineos Grenadiers                   | "                      |
| 03.   | Valentin Madouas     | FRA    | Groupama-FDJ                       | "                      |
| 04.   | Tadej Pogačar        | SLO    | UAE Team Emirates                  | "                      |
| 05.   | Stefan Küng          | SUI    | Groupama-FDJ                       | + 0:02 min             |
| 06.   | Dylan Teuns          | BEL    | Bahrain Victorious                 | "                      |
| 07.   | Fred Wright          | GBR    | Bahrain Victorious                 | + 0:11 min             |
| 08.   | Mads Pedersen        | DEN    | Trek-Segafredo                     | + 0:48 min             |
| 09.   | Christophe Laporte   | FRA    | Jumbo-Visma                        | "                      |
| 10.   | Alexander Kristoff   | NOR    | Intermarché-Wanty-Gobert Matériaux | "                      |
| 11.   | Michael Matthews     | AUS    | Team BikeExchange-Jayco            | "                      |
| 12.   | Jan Tratnik          | SLO    | Bahrain Victorious                 | "                      |
| 13.   | Tiesj Benoot         | BEL    | Jumbo-Visma                        | + 1:02 min             |
| 14.   | Thomas Pidcock       | GBR    | Ineos Grenadiers                   | + 1:05 min             |
| 15.   | Greg van Avermaet    | BEL    | AG2R Citroën Team                  | + 1:07 min             |
| 16.   | Danny van Poppel     | NED    | Bora-Hansgrohe                     | "                      |
| 17.   | Matis Louvel         | FRA    | Team Arkéa-Samsic                  | "                      |
| 18.   | John Degenkolb       | GER    | Team DSM                           | "                      |
| 19.   | Mike Teunissen       | NED    | Jumbo-Visma                        | "                      |
| 20.   | Alex Aranburu        | ESP    | Movistar Team                      | "                      |